# Unione Sportiva Alessandria Calcio 1991-1992
Questa pagina raccoglie le informazioni riguardanti l'Unione Sportiva Alessandria Calcio nelle competizioni ufficiali della stagione 1991-1992.

## Stagione
Nella stagione 1991-1992 l'Unione Sportiva Alessandria Calciò disputò il quinto campionato di Serie C1 della sua storia.

## Divise e sponsor
Il fornitore ufficiale di materiale tecnico per la stagione 1991-1992 fu Kappa, mentre lo sponsor di maglia fu ERG.
| 1ª divisa | 2ª divisa |

## Organigramma societario
Area direttiva
- Presidente: Edoardo Vitale
- Amministratore delegato: Vittorio Fioretti
- Team Manager: Alberto Benelle
- Segretario: Gianfranco Coscia
- Addetto stampa: Pier Giorgio Porazza

Area tecnica
- Allenatori: Giuseppe Sabadini, poi Enzo Riccomini (dall'11 novembre), infine nuovamente Sabadini (dal 21 gennaio)
- Allenatore in 2ª: Luigi Manueli

Area sanitaria
- Medico sociale: Luigi Mazza
- Massaggiatore: Vincenzo Pescolla

## Rosa
| N. |                   | Ruolo | Calciatore               |
| -- | ----------------- | ----- | ------------------------ |
|    | Italia (bandiera) | P     | Massimo Bianchi          |
|    | Italia (bandiera) | P     | Luigi Turci              |
|    | Italia (bandiera) | D     | Giuseppe Accardi         |
|    | Italia (bandiera) | D     | Dino Galparoli           |
|    | Italia (bandiera) | D     | Emiliano Maddè           |
|    | Italia (bandiera) | D     | Romano Francesco Maurino |
|    | Italia (bandiera) | D     | Andrea Ramponi           |
|    | Italia (bandiera) | D     | Massimo Storgato         |
|    | Italia (bandiera) | D     | Devis Tonini             |
|    | Italia (bandiera) | D     | Gianpietro Torri         |
|    | Italia (bandiera) | C     | Roberto Briata           |
|    | Italia (bandiera) | C     | Emanuele Frattin         |

| N. |                   | Ruolo | Calciatore          |
| -- | ----------------- | ----- | ------------------- |
|    | Italia (bandiera) | C     | Fabrizio Gargioni   |
|    | Italia (bandiera) | C     | Domenico Giacomarro |
|    | Italia (bandiera) | C     | Giorgio Roselli     |
|    | Italia (bandiera) | C     | Antonio Sabato      |
|    | Italia (bandiera) | C     | Simone Sereni       |
|    | Italia (bandiera) | C     | Claudio Venturi     |
|    | Italia (bandiera) | C     | Andrea Zanuttig     |
|    | Italia (bandiera) | A     | Giuseppe Alfano     |
|    | Italia (bandiera) | A     | Gianfranco Cinello  |
|    | Italia (bandiera) | A     | Alessandro Cordelli |
|    | Italia (bandiera) | A     | Francesco Fiori     |
|    | Italia (bandiera) | A     | Claudio Pierantozzi |

## Risultati

### Serie C1

#### Girone d'andata
| Arbitro: | Bonfrisco (Monza) |

|                 |           |                          |
| Alfano 65’, 85’ | Marcatori | 32’ Zamuner 76’ Bottazzi |

| Empoli 22 settembre 1991 2ª giornata | Empoli             | 0 – 0 | Alessandria | Stadio Carlo Castellani\| Arbitro: \| Curotti (Piacenza) \| |
| Arbitro:                             | Curotti (Piacenza) |       |             |                                                             |

| Arbitro: | Rocchi (Roma) |

|                  |           |              |
| Cerone 2’ (aut.) | Marcatori | 87’ Solimeno |

| Arbitro: | Siciliano (Brindisi) |

|                 |           |  |
| Mucciarelli 15’ | Marcatori |  |

| Arbitro: | Bortoli (Schio) |

|                     |           |             |
| Lo Pinto 49’ (aut.) | Marcatori | 60’ Porfido |

| Arbitro: | Paterna (Teramo) |

|                                  |           |                         |
| Tedeschi 82’ M. Rossi 90’ (rig.) | Marcatori | 58’ Accardi 80’ Roselli |

| Arbitro: | Calvi (Milano) |

|                              |           |                     |
| Scattini 20’ A. Briaschi 70’ | Marcatori | 90’ (aut.) Scattini |

| Alessandria 10 novembre 1991 8ª giornata | Alessandria               | 0 – 0 | Spezia | Stadio Giuseppe Moccagatta (6 000 spett.)\| Arbitro: \| D'Errico (Frattamaggiore) \| |
| Arbitro:                                 | D'Errico (Frattamaggiore) |       |        |                                                                                      |

| Carpi 17 novembre 1991 9ª giornata | Carpi                          | 0 – 0 | Alessandria | Stadio Sandro Cabassi\| Arbitro: \| Bizzotto (Castelfranco Veneto) \| |
| Arbitro:                           | Bizzotto (Castelfranco Veneto) |       |             |                                                                       |

| Alessandria 24 novembre 1991 10ª giornata | Alessandria         | 0 – 0 | Casale | Stadio Giuseppe Moccagatta (6 500 spett.)\| Arbitro: \| Minotti (Frosinone) \| |
| Arbitro:                                  | Minotti (Frosinone) |       |        |                                                                                |

| Arbitro: | Santoruvo (Bari) |

|                                            |           |             |
| Viviani 4’ Di Biagio 40’ Mandelli 49’, 84’ | Marcatori | 16’ Ramponi |

| Arbitro: | Cosi (Firenze) |

|             |           |  |
| Cinello 81’ | Marcatori |  |

| Arbitro: | Griffo (Palermo) |

|                           |           |             |
| Civeriati 14’, 19’ (rig.) | Marcatori | 41’ Venturi |

| Arbitro: | Racalbuto (Agrigento) |

|           |           |                    |
| Fiori 43’ | Marcatori | 87’ (rig.) Coppola |

| Arbitro: | Daneluzzi (Latisana) |

|                                                    |           |                  |
| Labadini 6’ (rig.) R. Gori 16’ Maran 28’ Curti 41’ | Marcatori | 17’ (aut.) Maran |

| Alessandria 12 gennaio 1992 16ª giornata | Alessandria                 | 0 – 0 | Como | Stadio Giuseppe Moccagatta (3 500 spett.)\| Arbitro: \| Ruggiero (Nocera Inferiore) \| |
| Arbitro:                                 | Ruggiero (Nocera Inferiore) |       |      |                                                                                        |

| Arbitro: | Bertocci (Genova) |

|                         |           |  |
| Bresciani 47’ Mosca 51’ | Marcatori |  |

#### Girone di ritorno
| Ferrara 26 gennaio 1992 18ª giornata | SPAL            | 0 – 0 | Alessandria | Stadio Paolo Mazza\| Arbitro: \| Rizzo (Catania) \| |
| Arbitro:                             | Rizzo (Catania) |       |             |                                                     |

| Arbitro: | Pola (Rovereto) |

|             |           |  |
| Cinello 29’ | Marcatori |  |

| Arbitro: | Pellegrino (Barcellona Pozzo di Gotto) |

|               |           |  |
| Danelutti 46’ | Marcatori |  |

| Arbitro: | Scarfò (Reggio Calabria) |

|                      |           |                           |
| Alfano 69’ Fiori 71’ | Marcatori | 4’ Mucciarelli 89’ Scalzo |

| Arbitro: | Bazzi (Modena) |

|  |           |             |
|  | Marcatori | 17’ Cinello |

| Arbitro: | Lelli (Grosseto) |

|                                 |           |                              |
| Zanuttig 34’ Accardi 80’ (rig.) | Marcatori | 29’ Tedeschi 36’ Mascheretti |

| Arbitro: | D'Agostini (Roma) |

|                        |           |  |
| Alfano 53’ Accardi 61’ | Marcatori |  |

| Arbitro: | Bortoli (Schio) |

|                |           |                  |
| Mosca 57’, 65’ | Marcatori | 74’ (aut.) Mosca |

| Arbitro: | Moretti (Cosenza) |

|                  |           |  |
| Fiori 71’ (rig.) | Marcatori |  |

| Casale Monferrato 12 aprile 1992 27ª | Casale         | 0 – 0 | Alessandria | Stadio Natale Palli (4 000 spett.)\| Arbitro: \| Anselmo (Asti) \| |
| Arbitro:                             | Anselmo (Asti) |       |             |                                                                    |

| Arbitro: | Tombolini (Ancona) |

|  |           |                         |
|  | Marcatori | 71’ Romano 90’ Robbiati |

| Arbitro: | Pacifici (Roma) |

|                                       |           |  |
| Cotroneo 20’ Caruso 50’ Bettarini 73’ | Marcatori |  |

| Arbitro: | Fiori (Ravenna) |

|                       |           |  |
| Cinello 32’ Fiori 68’ | Marcatori |  |

| Arbitro: | Casoli (Reggio Emilia) |

|                          |           |              |
| Sacchi 38’ Ceccaroni 48’ | Marcatori | 76’ Zanuttig |

| Arbitro: | Bancale (Napoli) |

|             |           |  |
| Cinello 47’ | Marcatori |  |

| Arbitro: | Montesano (Napoli) |

|              |           |             |
| Pradella 12’ | Marcatori | 57’ Roselli |

| Arbitro: | Franceschini (Bari) |

|                  |           |  |
| Fiori 61’ (rig.) | Marcatori |  |

### Coppa Italia di Serie C

#### Primo turno
| Arbitro: | M. Branzoni (Pavia) |

|                                       |           |                           |
| Alfano 32’, 55’, 60’ Fiori 83’ (rig.) | Marcatori | 41’ (rig.), 87’ Perinelli |

| Arbitro: | Lana (Torino) |

|  |           |                    |
|  | Marcatori | 17’ (rig.) Accardi |

| 25 agosto 1991 3ª giornata |  | – Turno di riposo Alessandria |  |  |

| Arbitro: | Ambrosio (Como) |

|                         |           |  |
| Accardi 13’ (rig.), 40’ | Marcatori |  |

| Arbitro: | Gronda (Genova) |

|                                  |           |            |
| Folli 17’ Di Vincenzo 69’ (rig.) | Marcatori | 87’ Tonini |

#### Sedicesimi di finale
| Empoli 20 novembre 1991 Andata | Empoli           | 0 – 0 | Alessandria | Stadio Carlo Castellani\| Arbitro: \| Lelli (Grosseto) \| |
| Arbitro:                       | Lelli (Grosseto) |       |             |                                                           |

| Arbitro: | Scotton (Bassano del Grappa) |

|  |           |             |
|  | Marcatori | 25’ Musella |

## Statistiche

### Statistiche di squadra
| Competizione         | Punti | In casa | In casa | In casa | In casa | In casa | In casa | In trasferta | In trasferta | In trasferta | In trasferta | In trasferta | In trasferta | Totale | Totale | Totale | Totale | Totale | Totale | DR |
| Competizione         | Punti | G       | V       | N       | P       | Gf      | Gs      | G            | V            | N            | P            | Gf           | Gs           | G      | V      | N      | P      | Gf     | Gs     | DR |
| -------------------- | ----- | ------- | ------- | ------- | ------- | ------- | ------- | ------------ | ------------ | ------------ | ------------ | ------------ | ------------ | ------ | ------ | ------ | ------ | ------ | ------ | -- |
| Serie C1             | 31    | 17      | 7       | 9       | 1       | 18      | 11      | 17           | 1            | 6            | 10           | 10           | 26           | 34     | 8      | 15     | 11     | 28     | 37     | -9 |
| Coppa Italia Serie C |       | 3       | 2       | 0       | 1       | 6       | 3       | 3            | 1            | 1            | 1            | 2            | 2            | 6      | 3      | 1      | 2      | 8      | 5      | +3 |
| Totale               | -     | 20      | 9       | 9       | 2       | 24      | 14      | 20           | 2            | 7            | 11           | 12           | 28           | 40     | 11     | 16     | 13     | 36     | 42     | -6 |

### Statistiche dei giocatori[2]
| Giocatore      | Serie C1 | Serie C1 | Coppa Italia Serie C | Coppa Italia Serie C | Totale   | Totale |
| Giocatore      | Presenze | Reti     | Presenze             | Reti                 | Presenze | Reti   |
| -------------- | -------- | -------- | -------------------- | -------------------- | -------- | ------ |
| G. Accardi     | 30       | 3        | 6                    | 3                    | 36       | 6      |
| G. Alfano      | 28       | 4        | 6                    | 3                    | 34       | 7      |
| R. Briata      | 23       | 0        | 4                    | 0                    | 27       | 0      |
| G. Cinello     | 23       | 5        | 2                    | 0                    | 25       | 5      |
| A. Cordelli    | 1        | 0        | 1                    | 0                    | 2        | 0      |
| F. Fiori       | 30       | 5        | 6                    | 0                    | 36       | 5      |
| E. Frattin     | 11       | 0        | 3                    | 0                    | 14       | 0      |
| D. Galparoli   | 34       | 0        | 4                    | 0                    | 38       | 0      |
| F. Gargioni    | 20       | 0        | 3                    | 0                    | 23       | 0      |
| D. Giacomarro  | 8        | 0        | 4                    | 0                    | 12       | 0      |
| E. Maddè       | 2        | 0        | -                    | -                    | 2        | 0      |
| R.F. Maurino   | 11       | 0        | 2                    | 0                    | 13       | 0      |
| C. Pierantozzi | 7        | 0        | 2                    | 0                    | 9        | 0      |
| A. Ramponi     | 21       | 1        | 2                    | 0                    | 23       | 1      |
| G. Roselli     | 21       | 2        | 5                    | 0                    | 26       | 2      |
| A. Sabato      | 20       | 0        | 1                    | 0                    | 21       | 0      |
| S. Sereni      | -        | -        | 2                    | 0                    | 2        | 0      |
| M. Storgato    | 18       | 0        | -                    | -                    | 18       | 0      |
| D. Tonini      | 22       | 0        | 6                    | 1                    | 28       | 1      |
| G. Torri       | 17       | 0        | 3                    | 0                    | 20       | 0      |
| L. Turci       | 34       | -37      | 6                    | -5                   | 40       | -42    |
| C. Venturi     | 23       | 1        | 4                    | 0                    | 27       | 1      |
| A. Zanuttig    | 33       | 2        | 5                    | 0                    | 38       | 2      |